# Gold Mind Records
La Gold Mind Records è stata una etichetta discografica statunitense attiva tra il 1976 e il 1980, fondata dal chitarrista Norman Harris e distribuita dalla Salsoul Records.
La Gold Mind ha prodotto principalmente disco music. I principali artisti prodotti sono stati Loleatta Holloway (di cui spiccano le canzoni Love Sensation, Dreaming, Hit and Run), Walter Gibbons, i First Choice, Love Committee, Bunny Sigler.